# Macrinus succineus
Macrinus succineus är en spindelart som beskrevs av Simon 1887. Macrinus succineus ingår i släktet Macrinus och familjen jättekrabbspindlar. Inga underarter finns listade i Catalogue of Life.